# Targówek
Targówek je městský obvod ve Varšavě v severní části města. Tvoří ho obytná a průmyslová část. Asi 30 procent rozlohy tvoří městské parky, například Las Bródnowski, Park Bródnowski a Park Wiecha ve východní části města. V letech 1994 až 2002 to byla samostatná obec.
Sousedí s obvodem Praga-Północ na západě, Białołęka na severu, Rembertów, městy Ząbki a Marki na východě a obvodem Praga-Południe na jihu . Má rozlohu 24,37 km² a žije zde 124 316 obyvatel (2003).